# Американская депозитарная расписка
Америка́нская депозита́рная распи́ска (англ. American Depositary Receipt), АДР (англ. ADR) — свободно обращающаяся на американском фондовом рынке ценная бумага, подтверждающая право собственности на акции иностранной компании, депонированные в американском банке-депозитарии. 95 % выпусков АДР приходится на долю трёх банков — Bank of New York, Citibank, J. P. Morgan Chase. АДР номинированы в долларах США и обращаются как на американских фондовых биржах, так и в американских внебиржевых торговых системах.
Американские депозитарные расписки АДР (англ. ADR) — обычно выпускаются американскими банками на иностранные акции, которые приобретены данным банком. Владелец ADR, как и настоящий акционер, получает на них дивиденды, и может выиграть от прироста курсовой стоимости. Так как ADR выпускаются в долларах США, на их цену оказывает влияние и валютный курс.

## История
АДР появились в 1927 году как ответ на ограничение законом Великобритании возможности британских организаций регистрировать акции за рубежом и запрет на вывоз сертификатов акций за пределы страны.
Популярность АДР стали приобретать в 1950-е в качестве средства, дающего возможность инвесторам покупать обыкновенные акции иностранных организаций на своём рынке.

## Типы АДР
До начала выпуска АДР компании-эмитенту следует определить, что именно она хочет от этого получить и что она готова для этого сделать. В связи с чем есть несколько различных видов программ, из которых компания может выбрать подходящую.

### Неспонсируемые расписки
Неспонсируемые АДР выпускают для продажи на рынках OTC (over-the-counter market). При неспонсируемой программе АДР между депозитарным банком и иностранной компанией нет официального соглашения. Компании, акции которых выпускаются по этой программе, имеют право не декларировать свою финансовую информацию по американским стандартам. Цены таких расписок относительно невысоки из-за низкой ликвидности и высокой степени риска.

### АДР I
Первый уровень АДР — это самый низкий уровень спонсируемых расписок. Также это самый простой для компании способ получить АДР. В данном случае уровень отчётности компании не обязан соответствовать стандартам GAAP, а отчётность по стандартам SEC должна быть минимальной. От компании не требуется ежеквартальных или ежегодных отчётов, подготовленных в соответствии со стандартами GAAP.
АДР I — это начальный уровень АДР. Наибольшее количество АДР — именно АДР первого уровня. После получения АДР I компания может повышать уровень расписки до второго и третьего.
Однако доступ на крупные биржевые рынки АДР данного уровня ограничен. АДР I обращаются на рынках ОТС, но не могут обращаться на Нью-Йоркской фондовой бирже (NYSE), Американской фондовой бирже (АМЕХ) и NASDAQ.

### АДР II
Если компания хочет получить доступ к таким крупным биржам как NYSE, AMEX и NASDAQ, то ей необходимо получить разрешение на АДР второго уровня. Для этого ей необходимо пройти полную регистрацию в SEC. К тому же от компании требуются ежегодные отчёты по форме Form 20-F, при заполнении которой компания должна следовать стандартам GAAP.

### АДР III
АДР третьего уровня используется для возможности привлечения нового капитала. Эмитенты АДР третьего уровня должны зарегистрировать как сами депозитарные расписки, так и первоначальные акции компании в SEC и заполнить Form F-1, 20-F, соответствовать стандартам GAAP. Выпуск АДР третьего уровня фактически эквивалентен публичному предложению акций на бирже и требует такого же уровня раскрытия финансовой информации. Также эмитент должен соответствовать требованиям листинга на той бирже, где будет осуществляться торговля АДР.

### Ограниченные программы
Компании, которые не хотят выпускать акции на открытый рынок, а продавать их конкретным иностранным инвесторам (которыми, как правило, являются крупные частные инвестиционные фонды) могут использовать следующие программы.

#### 144(a)
Частное размещение АДР категории Rule 144А. Согласно правилу SEC Rule 144A, компании могут привлекать капитал в США посредством частного размещения спонсируемых АДР среди квалифицированных институциональных инвесторов (институтов, капитал которых составляет не менее 100 млн долл. США). В этом случае не требуется регистрация в SEC. Компания не должна предоставлять финансовой отчётности.
С июня 1990 года АДР этой категории котируются в закрытой электронной системе «PORTAL» (англ. Private Offerings, Resales and Trading through Automated Linkages).

#### Regulation S
Ещё один способ ограничить торговлю расписками — это разместить частные АДР категории Regulation S. Американские инвесторы не могут держать или торговать расписками этой категории. Расписки регистрируются и выпускаются среди неамериканских резидентов и не регистрируются регулирующими организациями США.
АДР категории Regulation S могут быть трансформированы в АДР I после того как закончится период ограничения.